# ال خالئو
ال خالئو (اسپانیایی: El Jaleo‎) یک نقاشی رنگ روغن از جان سینگر سارجنت است که یک رقصندهٔ کولی را در حال اجرای رقص فلامنکو به همراه گروهی از نوازندگان اسپانیایی گیتار فلامنکو به‌تصویر کشیده‌است. سارجنت ایدهٔ این نقاشی را از سفر پنج‌ماهه‌ای که در سال ۱۸۷۹ به اسپانیا و شمال آفریقا داشت گرفت و نقاشی را سال ۱۸۸۲ تکمیل کرد. این اثر نخستین‌بار در نمایشگاه ۱۸۸۲ سالن پاریس به نمایش عمومی درآمد.
ال خالئو در سال ۱۹۱۴ میلادی، توسط توماس جفرسون کولیدج (en)، سرمایه‌دار و دیپلمات آمریکایی خریداری شد و به ایزابلا استوارت گاردنر هدیه شد. این اثر اکنون در مالکیت موزهٔ ایزابلا استوارت گاردنر بوستون قرار دارد.